# Arløse
Arløse ligger på Sydsjælland og er en lille landsby under Førslev Sogn mellem Sandved og Fuglebjerg. Byen hører til Næstved Kommune i Region Sjælland. Landskabet omkring byen er præget af forholdsvis fladt markterræn. Landsbyen ligger i et forholdsvis tyndt befolket landområde med mange gårde. 
Arløse har et aktivt landsbylav med egen hjemmeside.